# Анджедіва
Острів Анжедіва, або острів Анжадіп (порт. Ilha de Angediva) — безлюдний острів в Аравійському морі, біля узбережжя Канакона, у районі Південний Гоа, штат Гоа, Індія. Юридично він залишається частиною Гоа, незважаючи на поширену помилкову думку про те, що він є частиною штату Карнатака, оскільки розташований біля його узбережжя.
Острів має площу 1,5 кв. км., знаходиться на південь від Гоа, приблизно в 1,8 км від узбережжя індійського штату Карнатака. До 1961 року він входив до португальської Індії.
На острові розміщена португальська фортеця Анжедіва, де знаходяться церкви Богоматері Бротаської і Сан-Франциско де Ассі. Острів з'єднаний з материком хвилерізом, входить до складу морської вази INS Kadamba, яка базується на околиці міста Карвар на узбережжі Карнатаки і знаходиться під прямою юрисдикцією ВМС Індії.

## Етимологія
Назва острова, можливо, походить від місцевої богині Аджадурга Деві що мовою Конкані звучить як Анджадіп. Інша теорія вказує на походження за малайської та тамільської мови. Анжі-дів перекладається як п’ятий острів. Те, що Анжедіва належить до архіпелагу з п'яти прибережних островів, серед яких інші - Курнагал, Мудлінгуд, Девгад та Деврагад, підтримує цю теорію.

## Історія
Поселення острова має давню історію і, можливо, його описав Птолемей. Останні археологічні дослідження виявили стовпи та гончарні вироби, що датуються одинадцятим та дванадцятим століттями, у стилі Кадамби та Халукяс. Ці артефакти, ймовірно, залишки храму богині Аджадурга Деві.  
24 вересня 1498 р. Васко да Гама,під час своєї першої експедиції до Індії, оголосив острів Анжедіва територією португальської корони.

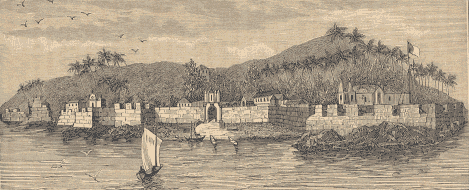
Форт Анжедіва

Португальці вперше висадилися на острові 13 вересня 1505 року, коли Франсішку де Альмейда розпорядився побудувати тут фортецю, яку було зруйновано через сім місяців. Рейд Афонсу де Альбукеркі, який завершився завоюванням Гоа в 1510 році, розпочався саме з острова з Анжедіва. Острів був ненаселений до 1661 року, коли англійці висадилися там, очікуючи на виконання договору від 23 липня того ж року. Це був договір, за яким Бомбей (сучасний Мумбай) був переданий британцям у 1665 році.

### Англійська присутність
Віце-король Антоніу де Мелу е Кастру відмовився передати англійцям Бомбей, який їм було обіцяно в якості посагу дочки португальського короля Катерини Браганса, що вийшла заміж за англійського короля Карла ІІ. Кораблі, що перевозили англійські війська, якими командував граф Марлборо та у супроводі майбутнього генерал-губернатора сера Абрахама Шипмана, були змушені шукати притулку на острові, щоб захиститись від мусонів. Шипман разом із багатьма офіцерами та солдатами врешті загинув через суворий клімат та погані умови проживання (з 500 осіб, які висадились на Анджедіві в 1565 році, живими острів залишило лише 191 людина).
З відходом англійців у 1665 р. острів знову став безлюдним, поки набіги маратхів (під керівництвом Самбхаджі в 1682 р.) не змусили португальців відновити форт. Роботу проводили за наказом віце-короля Франциску де Тавора, графа Алвора, що було зафіксовано табличкою на фортеці.
Окрім форту Анжедіва були побудовані військові казарми, церква, присвячена Богоматі Бротаській, та каплицю, присвячену Богоматері Скорботній (Nossa Senhora das Dores) та Святому Франциску Ассізькому. Побудований великий резервуар для питної води для казарм та кораблів, що прибували до острова.
Нинішня церква Богоматері Бротаської була побудована в 1729 році на місці, де 22 серпня 1500 року зійшов на берег Педро Альварес Кабрал, що командував другою португальською експедицією до Індії та долучився тут до святкування Дня подяки. Це була перша меса, яку португальці відзначили в Індії, яку відслужив брат Анріке де Коїмбра, у присутності ще 8 ченців францисканців.

### Місце для притулку
Під час португальської окупації острова у XVIII столітті він служив притулком для християн та індусів материкового прибережного кордону під час вторгнення в царства Бедноре та Сонди мусульманських військ Тіпу Султана. Саме в цей період острів досяг свого найвищого розвитку. В 1768 році він мав намісника зі своїм штатом і 350 солдатами.
У 1856 році на острів настигла епідемія, джерело якої ймовірно походило з кладовища біля джерела води. Як тільки кладовище було перенесено з вершини гори на північну сторону острова, умови життя значно покращилися, але населення, яке тим часом оселилося в околицях Бока-де-Вака в Панжімі, більше не хотіло повертатися.
У 1954 році, коли відносини між Португалією та нещодавно незалежним Індійським Союзом почали погіршуватися, в Анжедіві проживали лише деякі військові у відставці. Після чуток про можливе вторгнення індійських сил португальці розмістили військовий загін на острові. Зв’язки з Гоа підтримувалися, але в сезон мусонів острів був ізольований.
У 1960 році з ініціативи генерал-губернатора генерала Вассалло-е-Сільви казарми, церква Богоматері Бротаської та каплиця святого Франциска Ассізького були відреставровані.

## Португальсько-індійські відносини

Герб Португальської Індії (1935–1951)

24 листопада 1961 року, безпосередньо перед вторгненням Португальської Індії силами Індійського Союзу, острів Анжедіва став місцем серйозного інциденту, коли індійський пасажирський корабель Сабарматі обстріляли, спричинивши травму члена екіпажу та загинув пасажир. Уряд Португалії стверджував, що корабель перетнув недозволену територію,і вважав індійською провокацією проти держави Португалія. Інцидент сприяв розвитку операції Віджай, яка завершила португальське правління в Гоа.
Острів захоплений Індією 22 грудня 1961 року, у військовій акції, яка коштувала життя семи індійських солдатів, яких сьогодні вшановують у встановленому там пам’ятнику.